# سیکورسکی اس-۲۹-ای
سیکورسکی اس-۲۹-ای (به انگلیسی: Sikorsky S-29-A) یک هواگرد ساختِ کارخانهٔ سیکورسکی در کشور ایالات متحده آمریکا است. این هواگرد برای نخستین بار در ۴ مه ۱۹۲۴ میلادی مورد استفاده قرار گرفت.